# القباية (بدبدة)

تعديل مصدري - تعديل

القباية هي إحدى قرى عزلة المجزع بمديرية بدبدة التابعة لمحافظة مأرب، بلغ تعداد سكانها 219 نسمة حسب تعداد اليمن لعام 2004.